# Коршуниха (приток Котловки)
Коршуни́ха (Черёмушка, Черёмошский овра́г) — река в районах Академический и Котловка Юго-Западного административного округа Москвы, левый приток Котловки. Река частично заключена в подземный коллектор, по степени техногенной трансформации относится ко II классу — на поверхности находится около 50—90 % водотока, русло умеренно трансформировано. На берегу реки находились деревни Шаболово и Черёмушки.
Длина составляет 3,5 км, площадь водосборного бассейна — 4-5 км². В открытом течении сохранилась на протяжении 1,4 км. Исток расположен у пересечения Профсоюзной улицы с Нахимовским проспектом. Водоток в коллекторе проходит на восток, пересекает улицы Кржижановского и Новочерёмушкинскую. Река протекает по территории усадьбы Черёмушки-Знаменское через Черёмушкинский пруд. Далее поворачивает на северо-восток и пересекает Севастопольский проспект, после которого выходит из коллектора. Устье расположено у пересечения Нагорной улицы и 6-го Загородного проезда. Долина реки сужена, местами полностью засыпана. Купание в реке запрещено, вода не соответствуют требованиям санитарных норм по бактериальным показателям и содержанию аммиака.
Вероятно, гидроним связан с фамилией или прозвищем бывшего землевладельца. Черёмушкой река названа по одноимённой деревне.

## Благоустройство
В 2018 году территорию в пойме реки Коршунихи привели в порядок по программе создания комфортной городской среды «Мой район».
Склоны очистили от поваленных деревьев, на пространстве постелили покрывной материал для газонов, установили опоры освещения и входные группы из камня и дерева. Кроме того, были проведены работы по экологической реабилитации и укреплению склонов. В пойме обустроили зону тихого отдыха с перголами, скамейками, урнами и столами для пинг-понга. Также были установлены детские площадки и топиарные фигуры в виде медведей. Высажено около 5 тысяч кустарников разных пород: барбарис, кизильник, рябинник и шиповник. Общая площадь благоустроенной территории составила около 6,1 гектара.